# Clan Maxwell

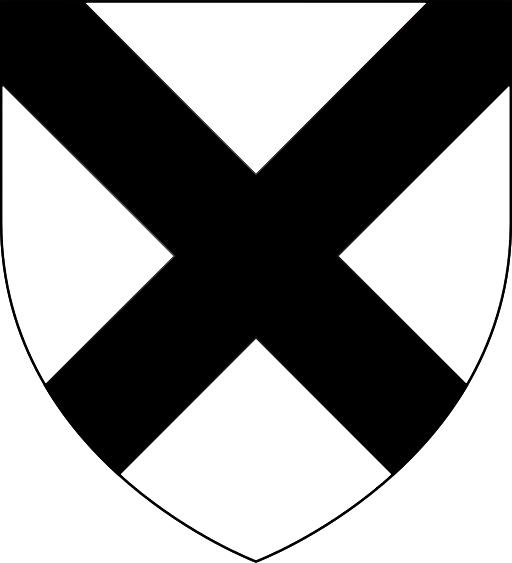
Stammwappen des Clan Maxwell

Tartan des Clan Maxwell

Maxwell ist der Name eines schottischen Clan, der aus dem Gebiet der traditionellen Scottish Borders stammt. Als Clan ist er durch den Lord Lyon King of Arms anerkannt; hat heute jedoch keinen Chief und wird daher zu den Armigerous Clans gezählt.

## Geschichte
Der Clan Maxwell führt seine Abstammung auf „Maccus“ zurück. Dieser war ein Sohn von Undwin, dieser wiederum wahrscheinlich einer der normannischen Eroberer des 11. Jahrhunderts. Ab ca. 1150 waren sie mit Besitzungen um Melrose im Bereich der östlichen Scottish Borders angesiedelt, aber bereits vor 1300 siedelten sie im Westen im Bereich ihrer späteren Stammburg. Das ursprüngliche Gebiet des Maccus erhielt den Namen Maccuswell; dies  soll „Der kleine Teich des Maccus im Fluss Tweed“ bedeutet haben.
John de Maccuswell († 1241), war der Enkel von Maccus und in der Zählung der erste Maxwell of Caerlaverock. Er ließ um 1220 das Caerlaverock First Castle errichten, nach dessen Versinken errichtete sein Neffe Herbert um 1270 das Caerlaverock New Castle.
In der Folge wurden die Herren von „Maxwell, Caerlaverock and Mearns“ zu einer politisch mächtigen und lokal einflussreichen Familie. Sie stellten die Sherrifs in ihrer Region, waren „Warden of the Marches“ und wurden sogar zweimal in das Amt des Chamberlain of Scotland berufen. Die verschiedenen Zweige der Familie blieben nahe beisammen, so dass auch Heiraten in zweiter Generation zwischen den verschiedenen Familienzweige nicht unüblich waren.
Herbert Maxwell wurde 1445 zum Lord Maxwell erhoben, er und seine Nachfahrenlinie führten diesen Titel fort. 1581 folgte für John Maxwell, 7. Lord Maxwell die Ernennung zum Earl of Morton; auf Grund eines Formfehlers musste dieser Titel im Jahr 1620 für seinen Sohn Robert in Earl of Nithsdale umbenannt werden.
Wegen Beteiligung am Ersten Jakobitenaufstand wurden William Maxwell, 5. Earl of Nithsdale, 13. Lord Maxwell, 9. Lord Herries of Terregles im Jahr 1716 alle Titel aberkannt. Erst William Constable-Maxwell, dessen Urenkel, konnte 1746 zumindest den Titel des Lord Herries of Terregles wiedererlangen. 1918 fiel dieser Titel an die Dukes of Norfolk, wurde bis zu deren Tod am 25. November 2014 von Anne Cowdrey getragen und nun an ihre jüngere Schwester Lady Mary Katherine Mumford (* 1940) vererbt. Die beiden anderen Titel wurden seit 1716 nicht mehr vergeben.
Der Ehrentitel des Clanchief wurde über einen Zweig der Familie weitergegeben; der letzte durch den Lord Lyon King of Arms anerkannte Chief William Maxwell of Carruchan, starb 1863.

## Adelstitel
Angehörige des Clans hatten bzw. haben folgende Adelstitel inne:
Peerage of Scotland
- Lord Maxwell (3. Juli 1445)
- Lord Herries of Terregles (3. Februar 1490)
- Earl of Morton and Lord Carlyle and Eskdaill (29. Oktober 1581)
- Earl of Nithsdale and Lord Maxwell, Eskdale and Carleill (29. August 1620)
- Lord Innerwick (1638)
- Earl of Dirletoun and Lord Kingston and Elbottle (27. März 1646)

Peerage of Ireland
- Baron Farnham (6. Mai 1756)
- Viscount Farnham (10. September 1760)
- Viscount Farnham (10. Januar 1781)
- Earl of Farnham (13. Mai 1763)
- Earl of Farnham (22. Juni 1785)

Baronetage of Nova Scotia
- Maxwell Baronet, of Calderwood in the County of Lanark (28. März 1627)
- Maxwell Baronet, of Pollok in the County of Renfrew (25. November 1630)
- Maxwell Baronet, of Orchardtoun in the County of Kirkcudbright (30. Juni 1663)
- Maxwell Baronet, of Monreith in the County of Wigtown (8. Januar 1681)
- Maxwell Baronet, of Pollok in the County of Renfrew (12. April 1682)
- Maxwell Baronet, of Springkell in the County of Dumfries (7. Februar 1683)

Baronetage of the United Kingdom
- Maxwell Baronet, of Cardoness in the County of Kirkcudbright (9. Juni 1804)

## Clanburgen
- Caerlaverock Castle, historischer Sitz des Chief von Clan Maxwell.
- Threave Castle, im Besitz des Clan Maxwell zwischen 1526 und 1640.
- Maxwell Castle. 1545 errichtet und bereits 1570 durch englische Truppen zerstört.
- Newark Castle, Port Glasgow, durch Mitglieder des Clan Maxwell im 15. Jahrhundert errichtet.
- Haggs Castle, im Besitz des Clan Maxwell zwischen 1585 und 1972.
- Pollock House, bis 1966 Sitz der „Maxwell Baronets of Pollok“. Von internationalem Interesse, da dort heute die Burrell Collection zu finden ist.